# 多梅尼科·坎托尼
多梅尼科·坎托尼（義大利語：Domenico Cantoni，1966年1月27日—），意大利男子赛艇运动员。他曾代表意大利参加1991年世界赛艇锦标赛，获得男子轻量级八人单桨有舵手金牌。